# 成田美名子
成田美名子（日语：／ Narita Minako，1960年3月5日—），日本漫畫家，出生於青森縣青森市。血型AB型。
為70年代後期崛起的少女漫畫家，作品多由白泉社所出版，代表作品《雙星奇緣》（原名），於1988年改編成動畫《CIPHER THE VIDEO》。續集作品為《亞歷山大ALEXANDRITE》。
成田美名子的作品常見的兄弟、朋友情作重點。至中期以前的作品以輕俏活潑為主，並大多會淺淺地探討一些人與人之間相處的問題與情結。

## 作品列表

### 漫画
- 欢迎光临、原名（1977 - 1979年、LaLa、白泉社、东立出版社代理） - 全2册
- （1978年、LaLa）
- 邻家少年、原名（1979 - 1980年、LaLa、东立出版社代理） - 全2册
- 神秘王子（日语：エイリアン通り）、原名、又译《艾丽安大道》（1980 - 1984年、LaLa、东立出版社代理）） - 全8册
- 双星奇緣（日语：CIPHER）、原名、又译《双星記》、《青春蜜语》（1985 - 1990年、LaLa、东立出版社代理）） - 全12册
- 亚历山大ALEXANDRITE（日语：ALEXANDRITE）、原名（1991 - 1994年、LaLa、东立出版社代理） - 全7册
- 天然少年（日语：NATURAL (漫画)）、原名（1995 - 2001年、LaLa、东立出版社代理） - 全11册
- 花样能乐师、原名、又译《能剧美少年》（2001 - 连载中、月刊MELODY（日语：MELODY (雑誌)）、天下出版，东立出版社代理） - 20册待续
- 天之神话 地之神话、原名

### 小说
- （1998年3月31日发行、白泉社）

### 插画集
- 成田美名子 Character Book
- 成田美名子 艾丽安大道1
- 成田美名子 艾丽安大道2
- 成田美名子 欢迎光临 自選複製原画集
- watermark　成田美名子画集
- Cipher the collection　成田美名子双星记画集
- 成田美名子（春）
- 成田美名子（夏）
- 成田美名子（秋）
- 成田美名子（冬）
- Cipher the Video Book